# Wiatycze

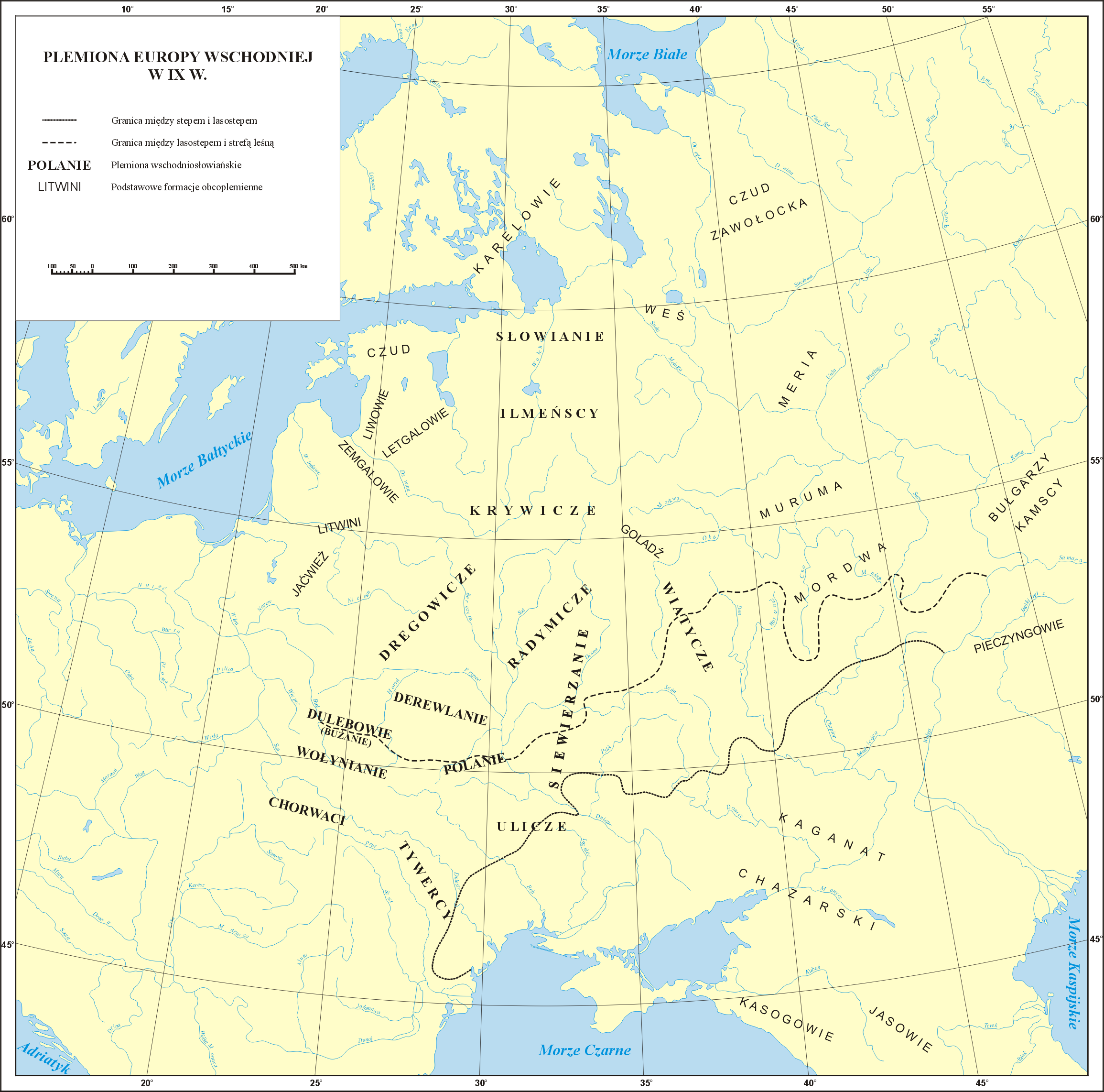
Plemiona Europy Wschodniej w IX wieku (na podstawie opracowania prof. Wojciecha Szymańskiego)

Wiatycze, Wiaticze, Węcicze (starorus.: вѧтичи, transliteracja: wętići) – plemię słowiańskie, którego przynależność do Słowian zachodnich lub wschodnich pozostaje w nauce przedmiotem dyskusji. Prawdopodobnie od IX do XII wieku zamieszkiwali nad górną Oką i górnym Donem. W X wieku podbici przez Ruś Kijowską. Ich protoplastą miał być Wiatko.
Według Nestora Wiatycze i Radymicze mieli pochodzić od Lachów (Polaków) („ot roda Lachow”) i początkowo zamieszkiwać tereny Mazowsza i Podlasia, co sugeruje ich pochodzenie od plemion zachodniosłowiańskich. Nestor w Powieści minionych lat wskazuje, że zarówno Wiatycze jak i Radymicze nie zaliczają się do plemion wschodniosłowiańskich. Nestor nie zaliczał Lachów do „Słowian” — przez nazwę tę rozumiał, wg dzisiejszej terminologii, „Słowian wschodnich”. Dla niego Lachowie byli to Słowianie polscy (jako odrębna grupa), podobnie traktował Słowian naddunajskich i Słowian morawsko-czeskich, których nie zaliczał do „Słowian” w swoim rozumieniu jako plemion „wschodniosłowiańskich”. Źródłem mającym tu największą wagę jest zapiska Powieści Dorocznej pod rokiem 981
W leto 6489 ide Wołodimer' k Liachom' i zaja grady ich: Peremyszl', Czerwien', i iny grady jeże sut' do sego dnie pod' Rusiu. W sem że letie i Wiaticzi pobiedi i wiezłożi na nia dan' ot niaouga, jakoże otci (otec) jego imasze.
Co w polskim tłumaczeniu brzmi następująco;
Roku 6489 [981]. Poszedł Włodzimierz ku Lachom i zajął grody ich: Przemyśl, Czerwień i inne grody, które do dziś dnia są pod Rusią. Tegoż roku i Wiatyczów zwyciężył i nałożył na nich dań od pługa, jaką i ojciec jego brał.
Wiatycze istnieli co najmniej do końca XII wieku, a ostatnia pisemna wzmianka w źródłach na ich temat pojawia się w 1197 roku, jednak ich odrębność etniczna zachowała się jeszcze co najmniej do XIV wieku.